# Nové Město na Moravě
Nové Město na Moravě é uma cidade checa localizada na região de Vysočina, distrito de Žďár nad Sázavou.